# Castrotierra de Valmadrigal
Castrotierra de Valmadrigal es un municipio y lugar español de la provincia de León, en la comunidad autónoma de Castilla y León. Se encuentra en la comarca tradicional de Valmadrigal. Cuenta con una población de 105 habitantes (INE 2024).
Situado cerca de la confluencia del arroyo del Valle de Valoria, el arroyo del Valle de la Huerta y el arroyo del Valle de Valdecasillas, en el arroyo Valdesanmartín, afluente del arroyo de la Vega, y este del río Cea.
Los terrenos de Castrotierra de Valmadrigal limitan con los de Las Grañeras al norte, Vallecillo al noreste, Villeza al sureste, La Veguellina al suroeste, Santa Cristina de Valmadrigal al oeste y Villamoratiel de las Matas al noroeste.
Las fiestas por los patrones (San Pedro y San Marcos) se celebran el 25 de abril. Además el pueblo cuenta con unas fiestas del verano celebradas a principios de agosto.

## Demografía

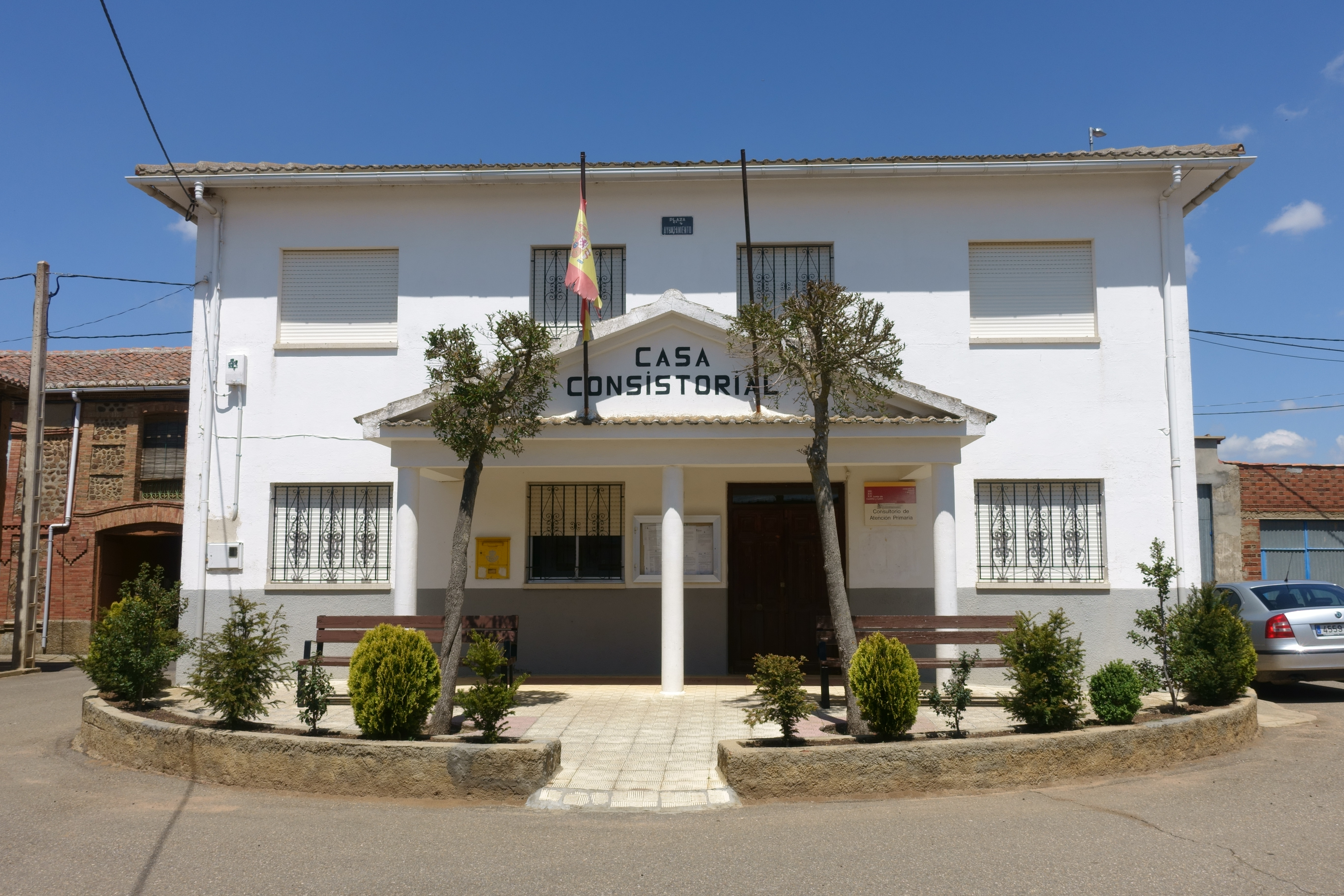
Casa consistorial

Cuenta con una población de 105 habitantes (INE 2024).
| Gráfica de evolución demográfica de Castrotierra de Valmadrigal entre 1857 y 2021 |
| |
| Población de derecho según los censos de población del INE. Población de hecho según los censos de población del INE. En 1857 aparece este municipio porque se segrega de Riego de la Vega. |